# Nymphalites zeuneri
Nymphalites zeuneri är en fjärilsart som beskrevs av Edmund A. Jarzembowski 1980. Nymphalites zeuneri ingår i släktet Nymphalites och familjen praktfjärilar. Inga underarter finns listade i Catalogue of Life.